# 1994 في بلغاريا
فيما يلي قوائم الأحداث التي وقعت خلال عام 1994 في بلغاريا.

## رياضة
- 1 يناير – بلغاريا في كأس العالم 1994

## مواليد

### فبراير
- 4 فبراير – بلامن ايفانون ايلياف لاعب كرة قدم بلغاري.
- 9 فبراير – لازار مارين لاعب كرة قدم بلغاري.

### مارس
- 30 مارس – كريستيان مالينوف لاعب كرة قدم بلغاري.

### سبتمبر
- 18 سبتمبر – إيليتسا يانكوفا مصارعة هاوية بلغارية.

### أكتوبر
- 25 أكتوبر – ماريو ديميتروف

### نوفمبر
- 28 نوفمبر – بوريسلافا بوتوشاروفا لاعبة كرة مضرب بلغارية.

### ديسمبر
- 26 ديسمبر – تسفيتيلاين تشيونتشكوف لاعب كرة قدم بلغاري.

## وفيات

### أغسطس
- 14 أغسطس – إلياس كانيتي (مواليد 1905)